# 宮城県立聴覚支援学校小牛田校
宮城県立聴覚支援学校小牛田校（みやぎけんりつ ちょうかくしえんがっこう こごたこう）は、宮城県遠田郡美里町にある県立特別支援学校。聴覚障害を教育対象としている。

## 概要
宮城県内で、聴覚障害を教育領域とした特別支援学校が仙台市の1か所しかないことから、宮城県北部在住の未就学児・小学生期の児童を対象とした、事実上のサテライト拠点として開設。かつては、小牛田地域に聾学校が設置されており、廃校後の後身扱いとして設置されている。
校舎は別だが同一敷地内に所在する宮城県立支援学校小牛田高等学園と、一部職員を共同化している（教員はそれぞれの所属となる）。

## 学部
- 幼稚部
- 小学部

## 沿革

### 前身校時代
- 1957年 - 宮城県立聾学校小牛田分校を設置。
- 1962年 - 宮城県立小牛田聾学校が開校。
- 時期不明 - 宮城県立小牛田ろう学校に改称。
- 1988年 - 宮城県立小牛田ろう学校が廃校。

### 現学校の沿革
- 1988年 - 宮城県立養護学校小牛田高等学園の敷地内に宮城県立ろう学校小牛田分校が開設。
- 1995年 - 宮城県立ろう学校小牛田分校が宮城県立ろう学校小牛田校に改称。
- 2009年 - 宮城県立ろう学校小牛田校が宮城県立聴覚支援学校小牛田校に改称。